# 石家庄功夫足球俱乐部
石家庄功夫足球俱乐部，简称石家庄功夫，是一家位于河北石家庄的中国职业足球俱乐部，成立于2020年，原名河北精英志海足球俱乐部、河北功夫足球俱乐部，2022年改为现名，目前征战于中甲联赛，主场位于长安区的裕彤国际体育中心。

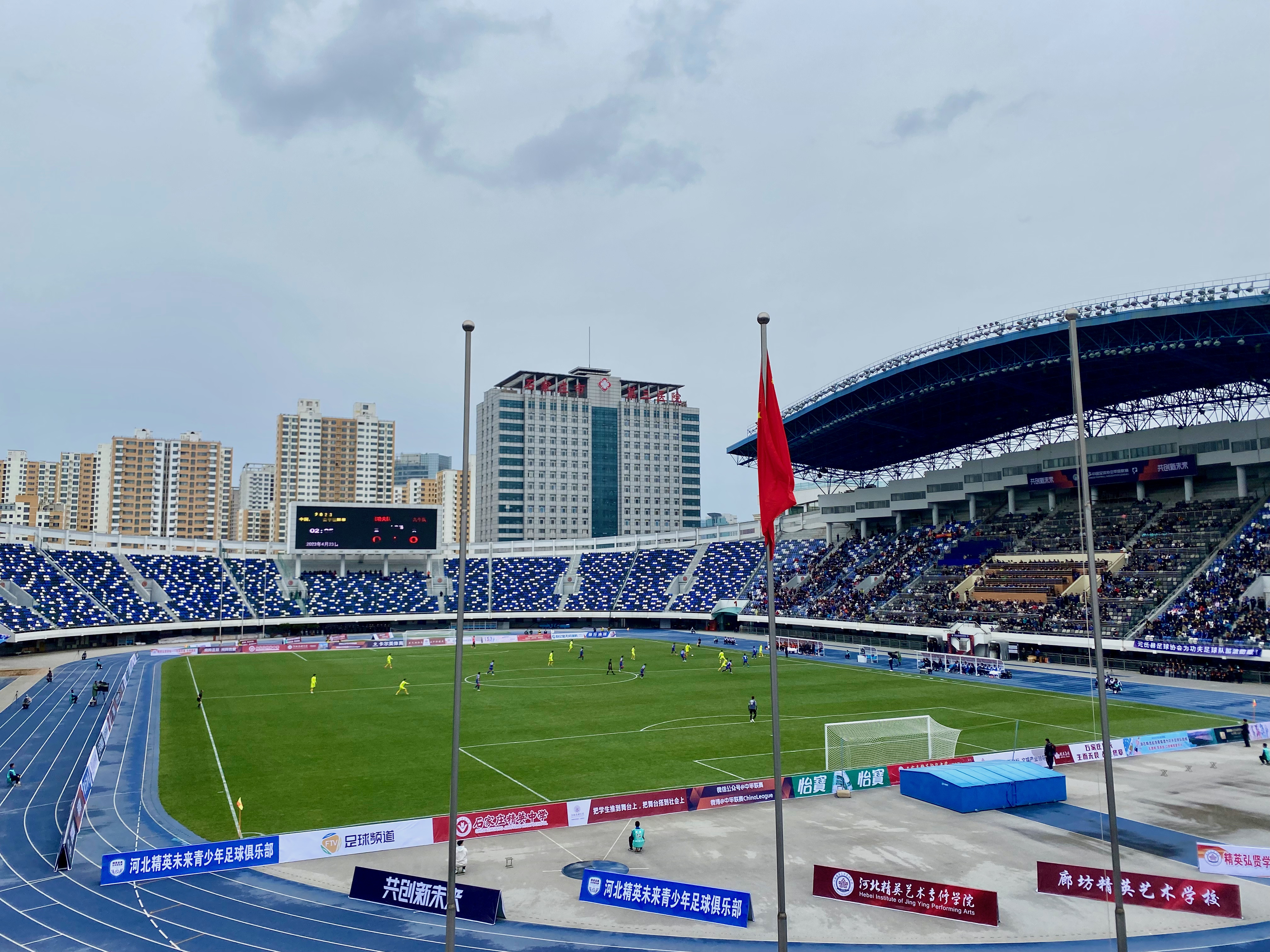
2023年石家庄功夫主场的比赛图片

## 历史
俱乐部由北京体育大学集团有限公司收购后，由河北奥力精英（原河北精英）原股东于2020年创立，名为河北精英智海。
当年，他们参加了河北足协业余联赛，并在决赛中击败唐山海皇明珠夺得冠军，获得了2020年中冠联赛的参赛资格，但在决赛输给了江西黑马青年。四分之一决赛附加赛，以及晋级中乙的关键一役，未能晋级。
2021年，俱乐部更名为河北功夫足球俱乐部， 并因其他球队退出而进入2021年中乙联赛，赛季结束时获得亚军的成绩得以升入下赛季的中甲联赛。
2022年，俱乐部更名为石家庄功夫足球俱乐部。

## 历任教练
- 张辉 (2020–2023)
- 周麟 (2023)
- 胡安·卡洛斯（英语：Juan Carlos Añón） (2024)
- 刘成 (2024-）
- 佐兰·扬科维奇 (2024–)[2]